# Заморское муниципальное образование
Заморское муниципальное образование — муниципальное образование со статусом сельского поселения в 
Нижеилимском районе Иркутской области России. Административный центр — посёлок Заморский.

## Демография
По результатам Всероссийской переписи населения 2010 года 
численность населения муниципального образования составила 416 человек, в том числе 204 мужчины и 212 женщин.

## Населённые пункты
В состав муниципального образования входят населённые пункты
- Заморский